# Замок Лінча-Саммерхілл
Замок Лінча в Саммерхілл (англ. Lynches Castle  in Summerhill) — один із замків Ірландії, розташований в графстві Міт, в місцевості Саммерхілл, біля селища Саммерхілл.

## Історія замку Лінча в Саммерхілл
Замок Лінча в Саммерхілл баштового типу. Побудований в XV столітті на кошти короля Англії Генріха VI, що виділяв кожному, хто хоче побудувати замок біля Пейлу — англійської колонії в Ірландії замок £ 10.
Насправді в Саммерхілл було два замки Лінча. Перший потім перебудували в XVIII столітті в особняк в георгієвському стилі і назвали «Крижаний будинок». Належав Лангфордам. Назва «Крижаний будинок» пояснюється тим, що під особняком був глибокий підвал, який використовували як холодильник.
У XV столітті було збудовано в графстві Міт більше 50 замків баштового типу. Від більшості з них не лишилося навіть сліду, не лишилось навіть малюнків чи креслень цих замків. Переважно це були невеликі башти на 2 або 3 поверхи.
Замок Лінча в Саммерхілл мав вікна та два прорізи дверей. Замок був населеним і на початку XVII століття, і в середині ХІХ століття. Це був замок на чотири поверхи. Були ще зовнішні стіни крім основної башти. Хоча замок досить сильно зруйнований часом, але ще стоїть гордо. Колись навколо замку був глибокий рів з водою. Були ворота з підйомним мостом. Вхід до башти зроблений в готичному стилі, висотою 2,5 м, шириною 1 м. Частково збереглися гвинтові сходи. Збереглися залишки каміну та димаря.
Селище Саммерхілл раніше називалося Кнок або Кнок Лінча до 1667 року, коли його перейменували в Саммерхілл. Родина Лінч нормансько-ірландського походження. Вони здавна володіли цими землями — після англо-норманського завоювання Ірландії в 1171 році аж до правління Олівера Кромвеля, коли він втопивши в крові повстання за незалежність Ірландії конфісковував землі і замки і давніх володарів і роздавав їх своїм офіцерам. Замок Лінча та землі Кнок теж був конфісковані і даровані єпископу Генрі Джонсу — єпископу Міт. У 1661 році він продав ці землі і замок аристократичній родині Лангфорд — серу Геркулесу Лангфорду. Лангфорди жили в замку до 1730 року, потім замок кинули. ІІ барок Лангфорд — сер Геркулес Лангфорд Ровлі збудував новий будинок Саммерхілл. Архітекторами цього нового будинку були Едвард Ловетт Пірс та Річард Касселс — відомі архітектори свого часу.
Будинок Саммерхілл неодноразово горів, а потім 4 лютого 1921 році під час війни за незалежність Ірландії став місцем боїв ІРА і повністю згорів. У той день полковник та місіс Ровлі були далеко від будинку. У будинку були тільки слуги. Коли почалась серйозна пожежа — слуги втекли. У 1922 році полковник Ровлі — VI барон Лангфорд вимагав від Вільної Ірландської Держави компенсацію за втрачене майно — виставив рахунок у £ 43 500. Ця сума була виплачена полковнику британської армії. Полковник чемно забрав гроші і поїхав жити в Англію — в Мідлсекс.
Будинок Саммерхіл стояв як руїна, поки він не був повністю зруйнований в 1970 році.
Місцина Саммерхіл також відома як місце однієї з найбільш важливих битв сімнадцятого століття в Ірландії — це була битва, яка ввійшла в історію як битва під Данган-Хілл. Ірландська армія йшла на Дублін, на неї несподівано напала англійська армія — загинуло під час битви більше 3 000 солдат.